# Murchisonia volubilis
Murchisonia volubilis là một loài thực vật có hoa trong họ Măng tây. Loài này được Brittan mô tả khoa học đầu tiên năm 1986.